# Sebastian (helgen)
 For alternative betydninger, se Sebastian. (Se også artikler, som begynder med Sebastian)
Sebastian var en katolsk helgen (festdag 20. januar) og kristen martyr. Ifølge legenden var han officer i kejser Diocletians livvagt og hemmeligt kristen. Da dette i 286 blev afsløret, blev han dømt til døden og overgivet til mauretanske bueskytter, der gennemborede ham med pile. Han omkom dog ikke, og en enke, den senere helgeninde Irene, plejede ham tilbage til livet. Kejseren dømte ham igen til døden, denne gang til at slås ihjel af kølleslag. Liget blev smidt i en kloak og dér fundet af en from kvinde, der drømte, at Sebastian bad hende om at begrave hans jordiske rester tæt ved katakomberne. 
Uanset om denne tradition har et historisk grundlag eller ikke, blev Sebastian, bundet nøgen til et træ, en pæl eller søjle og gennemboret af pile, i renæssancen et yndet motiv i maler- og billedhuggerkunsten, og motivets fascination eksisterer stadig i moderne tid.  Renis billedserie af helgenen blev så populær blandt homoseksuelle,  at navnet Sebastian i litteraturen gradvis blev knyttet til mænd med tvetydig seksualitet, fx i Evelyn Waughs roman Brideshead Revisited, i Tennessee Williams' skuespil Suddenly Last Summer, og "Sebastian Melmoth" var Oscar Wildes dæknavn, da han drog i eksil.
En af Roms syv valfartskirker, San Sebastiano, huser efter traditionen hans relikvier.

## Fodnoter
- Wikimedia Commons har flere filer relateret til Sebastian (helgen)

1. ↑  Barbara Belford: Oscar Wilde – a certain genius (s. 278), forlaget Bloomsbury, 2000, ISBN 0-7475-5027-1
2. ↑  "slideshow med 150 opfattelser af Sebastians martyrium". Arkiveret fra originalen 9. februar 2005. Hentet 17. december 2004.
3. ↑  Arrows of desire: How did St Sebastian become an enduring, homo-erotic icon? – Features, Art – The Independent